# Johnny da Silva
Johnny da Silva (* Río de Janeiro, Brasil, 9 de febrero de 1987). es un futbolista Brasileño que juega de delantero en el Delfín SC de la Serie B de Ecuador.

## Clubes
| Club            | País    | Año       |
| --------------- | ------- | --------- |
| Corinthians     | Brasil  | 2003-2006 |
| Juventus        | Brasil  | 2007      |
| Vila Nova       | Brasil  | 2008      |
| Bragantino      | Brasil  | 2009      |
| SC Ulbra        | Brasil  | 2009      |
| Grecia de Chone | Ecuador | 2010      |
| Monte Azul      | Brasil  | 2011      |
| Grecia de Chone | Ecuador | 2012      |
| Delfín SC       | Ecuador | 2014-     |